# باغ‌وحش برلین

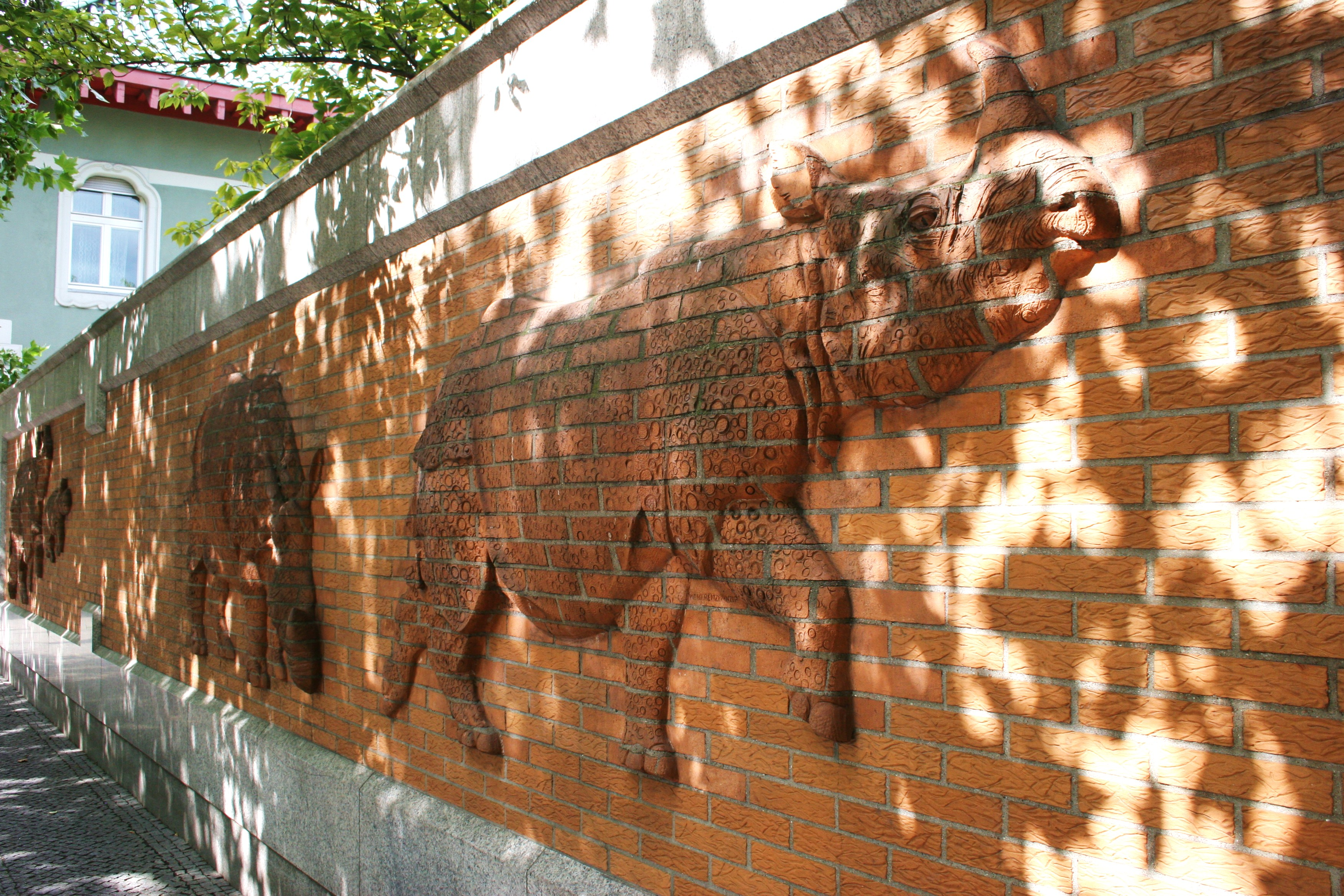
دیوار آجری باغ‌وحش برلین که منقش به نقش‌برجسته از گونه‌های مختلفی از حیواناتِ ساکن در باغ‌وحش است.

باغ‌وحش برلین با نام رسمی باغ جانورشناسی برلین (به آلمانی: Zoologischer Garten Berlin تلفظ: تسولوگیشه گارتن برلین) قدیمی‌ترین و مشهورترین باغ‌وحش در کشور آلمان است. باغ‌وحش برلین در تاریخ ۱ اوت ۱۸۴۴ میلادی، گشایش یافت. امروزه باغ‌وحش و آکواریوم برلین، باغ‌وحشی با بیشترین گوناگونی انواع حیوانات، در جهان است.
مساحت کنونی باغ‌وحش و آکواریوم برلین، در حدود ۳۴ هکتار است.

## کنوت
در تاریخ ۱۹ مارس ۲۰۱۱ میلادی، کنوت، خرس قطبی مشهور ۴ ساله باغ‌وحش برلین مرد. کنوت، هر سال هزاران نفر را به باغ‌وحش برلین می‌کشاند. کنوت در سال اول زندگی‌اش، درآمد باغ‌وحش برلین را ۵ میلیون یورو بالا برد. عروسک‌ها، کتاب‌ها و فیلم‌های او به سرعت به فروش می‌رفت و عکس‌هایش مدام روی جلد مجله‌های معتبر ظاهر می‌شد.

## نگارخانه

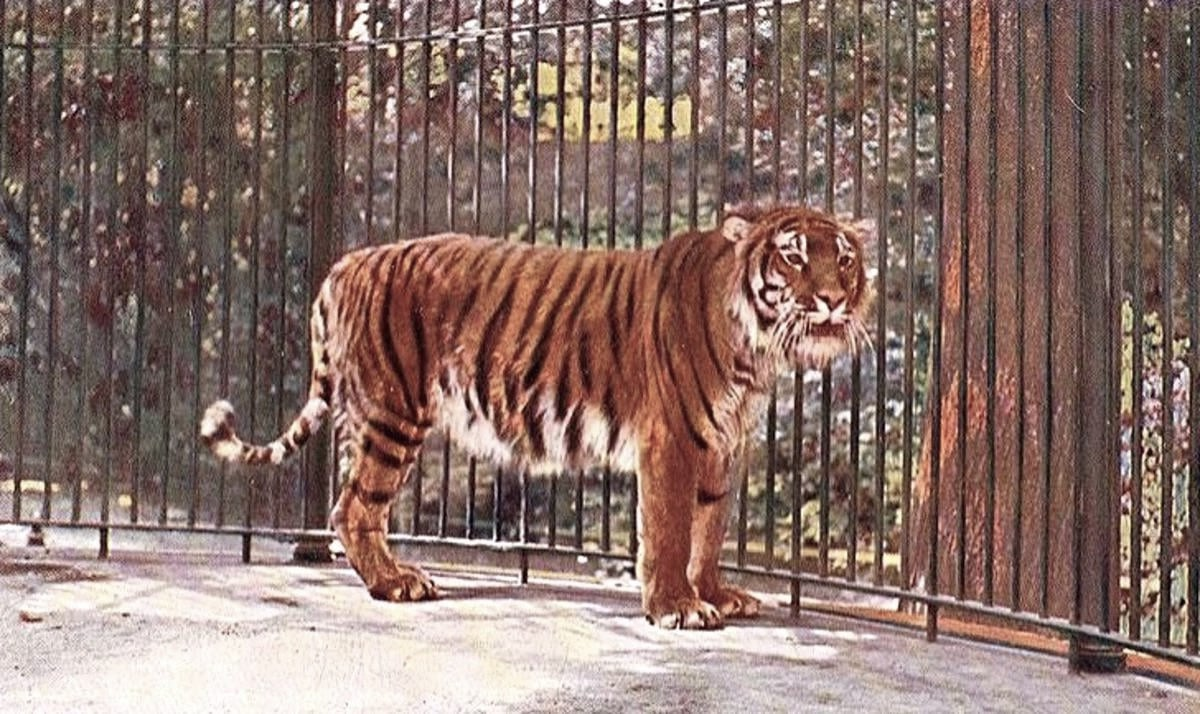
تصویر رنگی شده از یک ببر مازندران در باغ‌وحش برلین، ۱۸۹۹ میلادی.
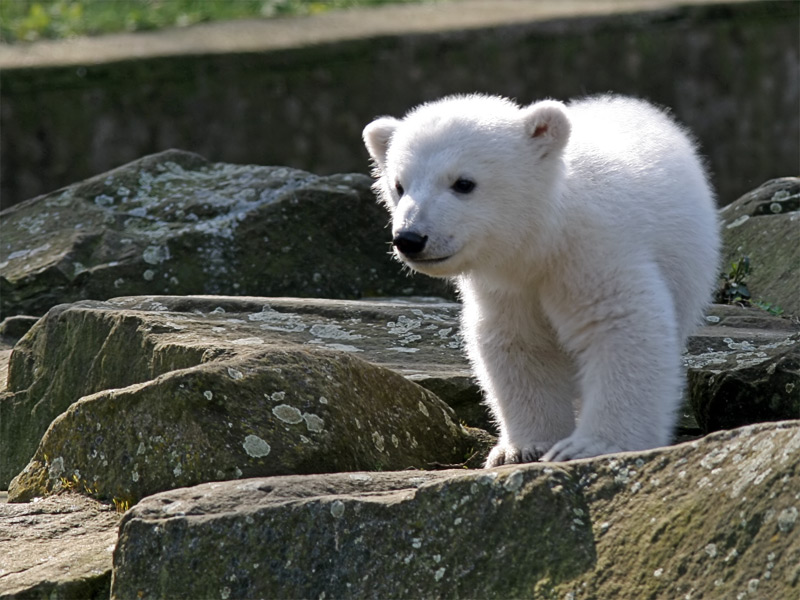
«کنوت»، خرس قطبی مشهور باغ‌وحش برلین.
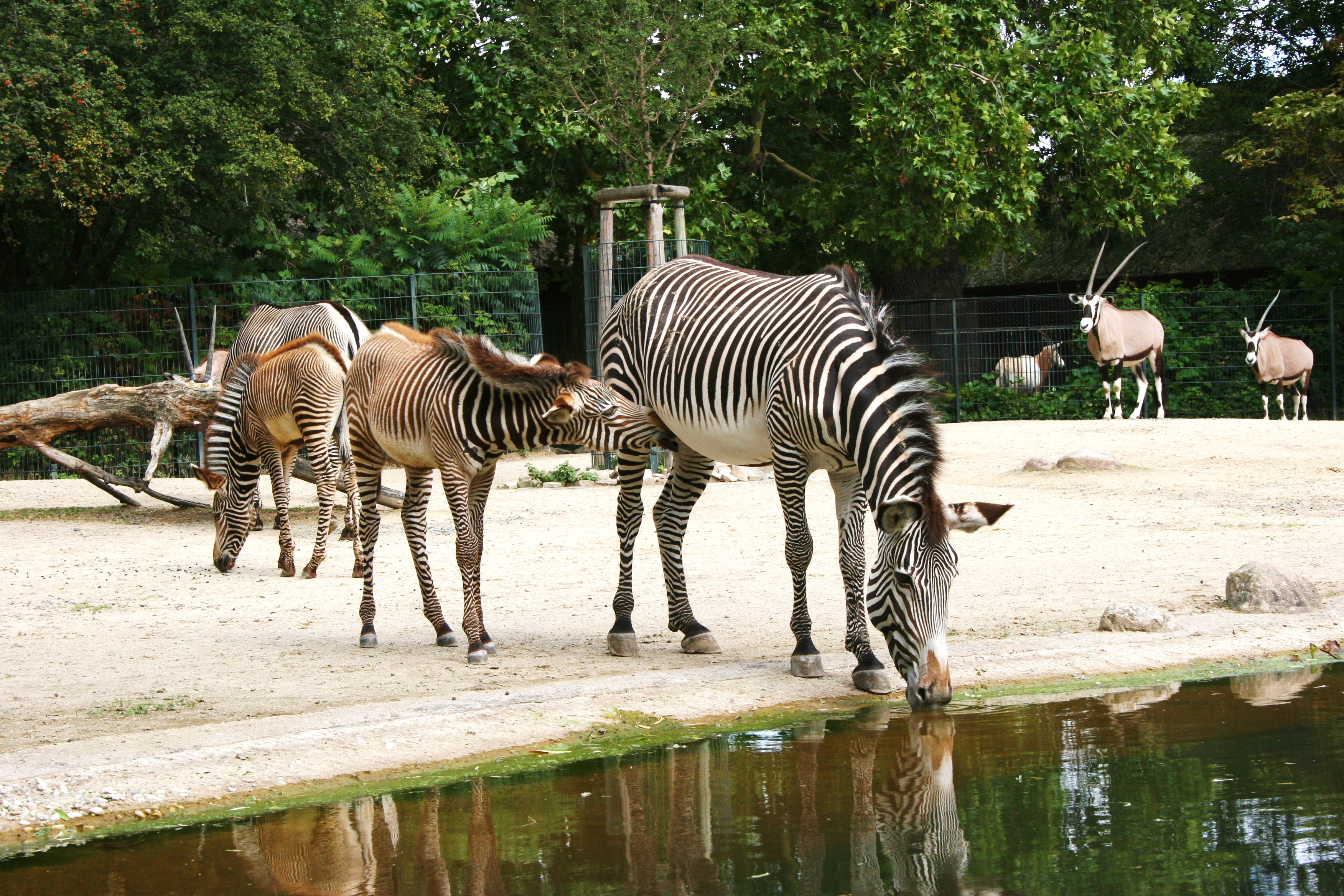
گَله‌ای از گورخرهای وحشی در بخش حفاظت‌شده چهارپایان در باغ‌وحش برلین.
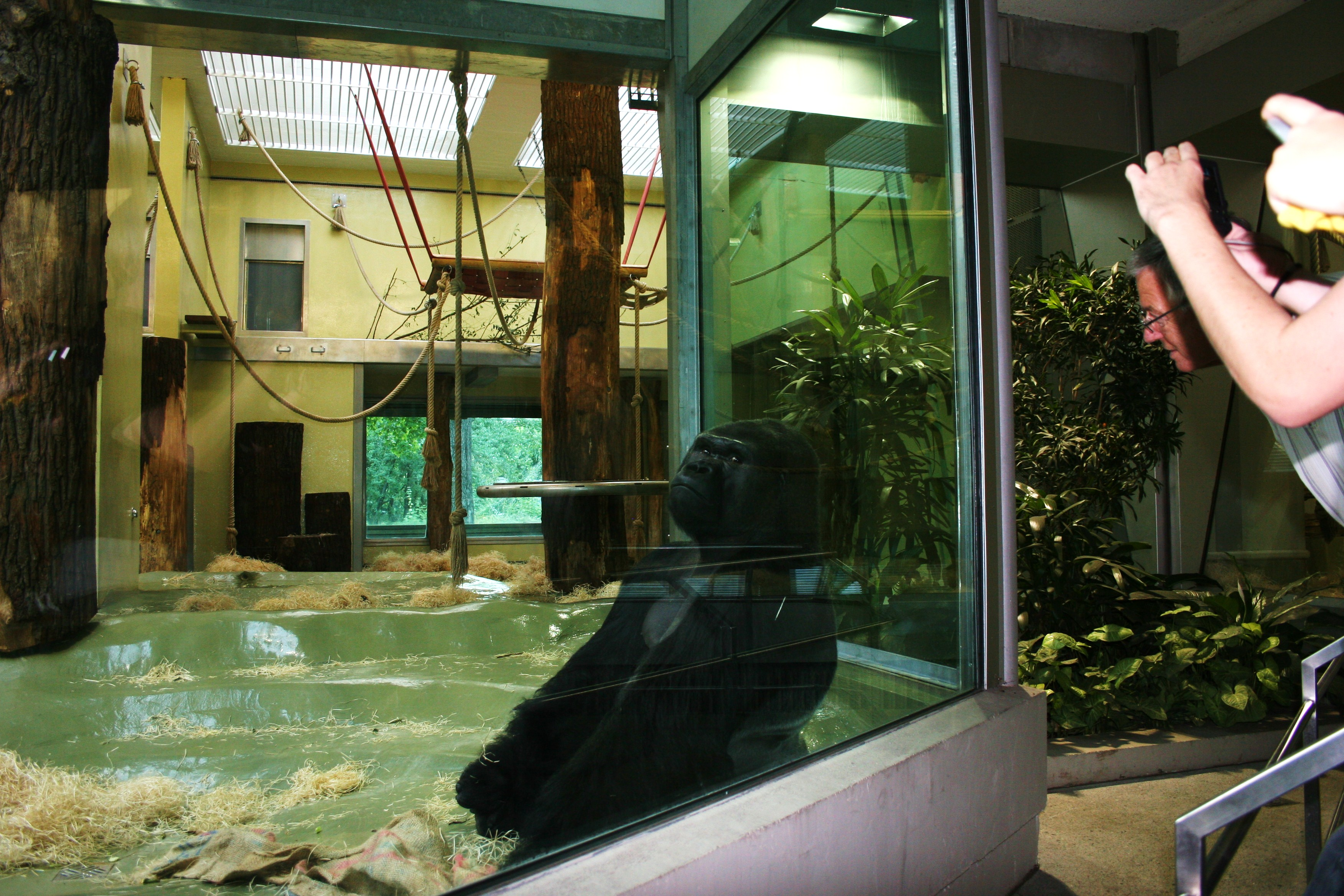
یک گوریل در قفس شیشه‌ای در باغ‌وحش برلین.
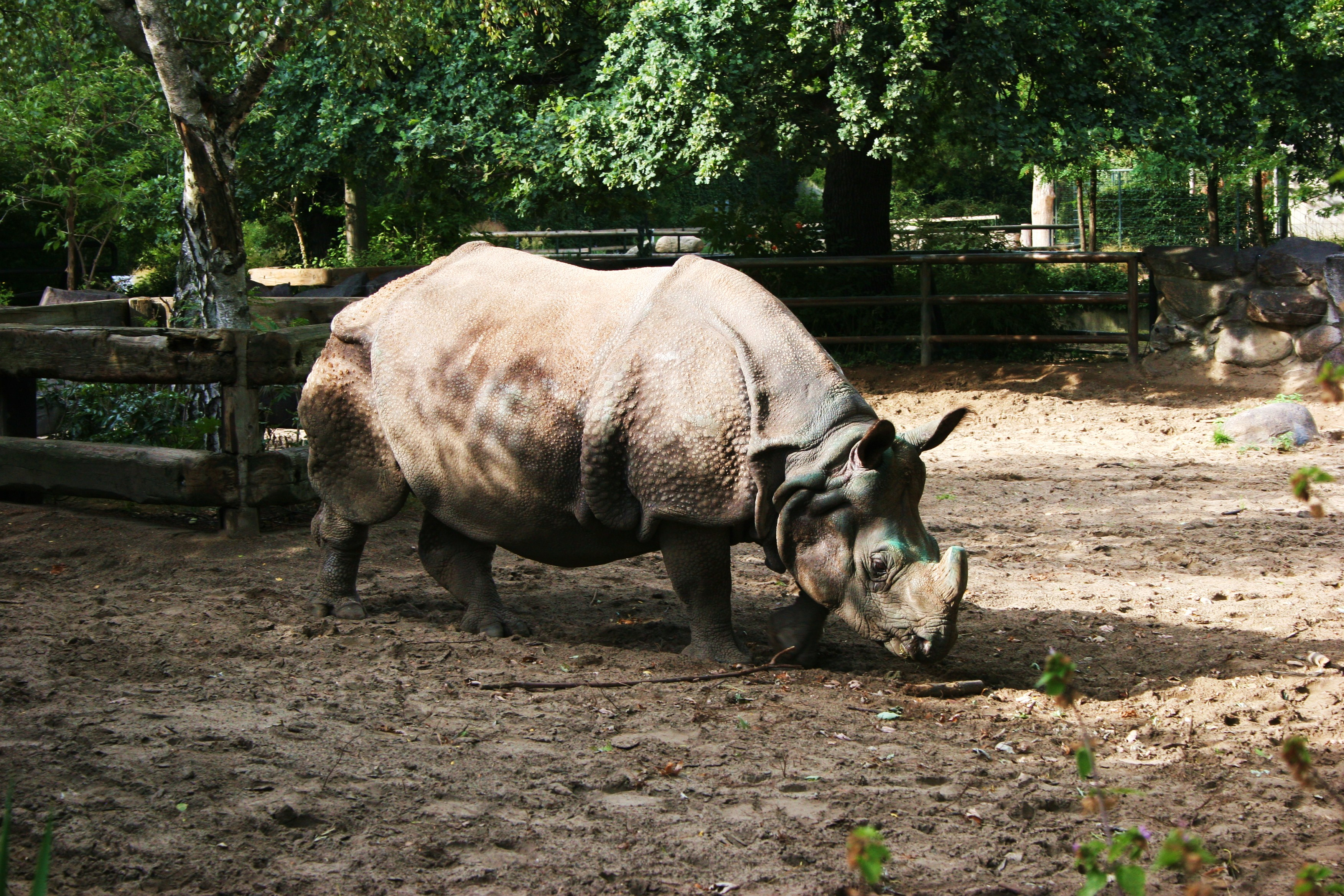
یک کرگدن در بخش حفاظت‌شده چهارپایان در باغ‌وحش برلین.
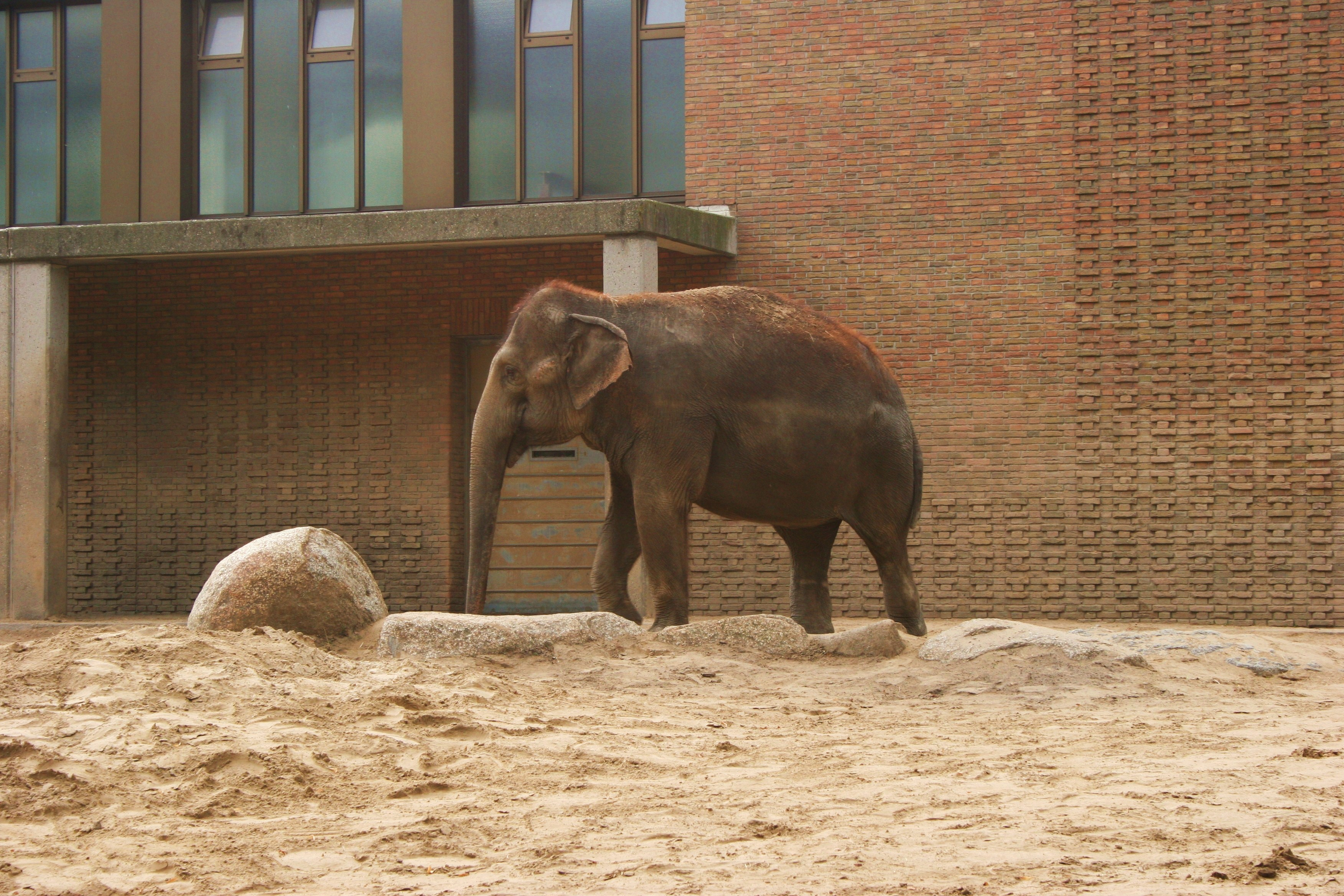
یک فیل در بخش حفاظت‌شده فیل‌ها در باغ‌وحش برلین.
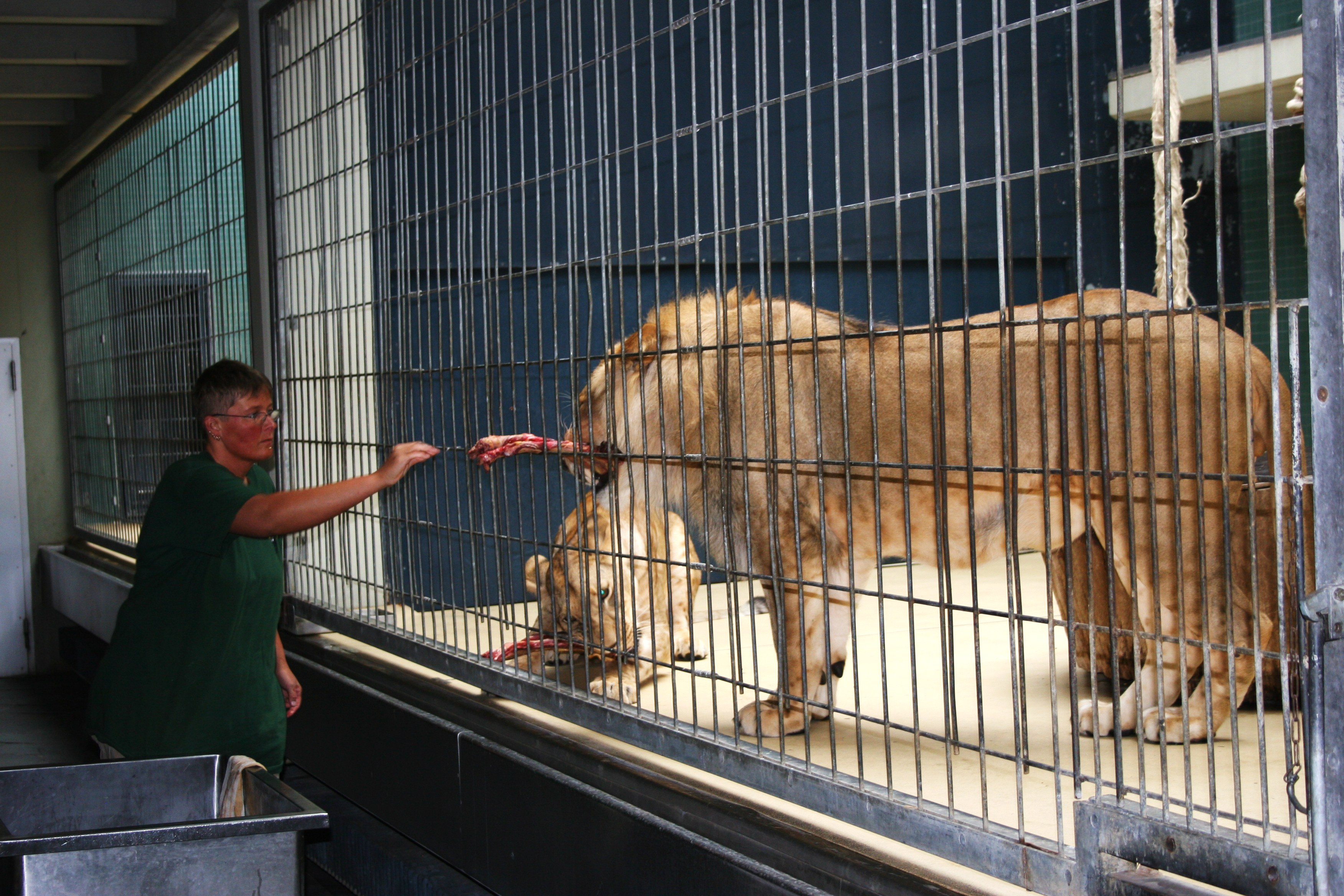
یکی از خدمه باغ‌وحش برلین در حال غذادادن به شیرها.
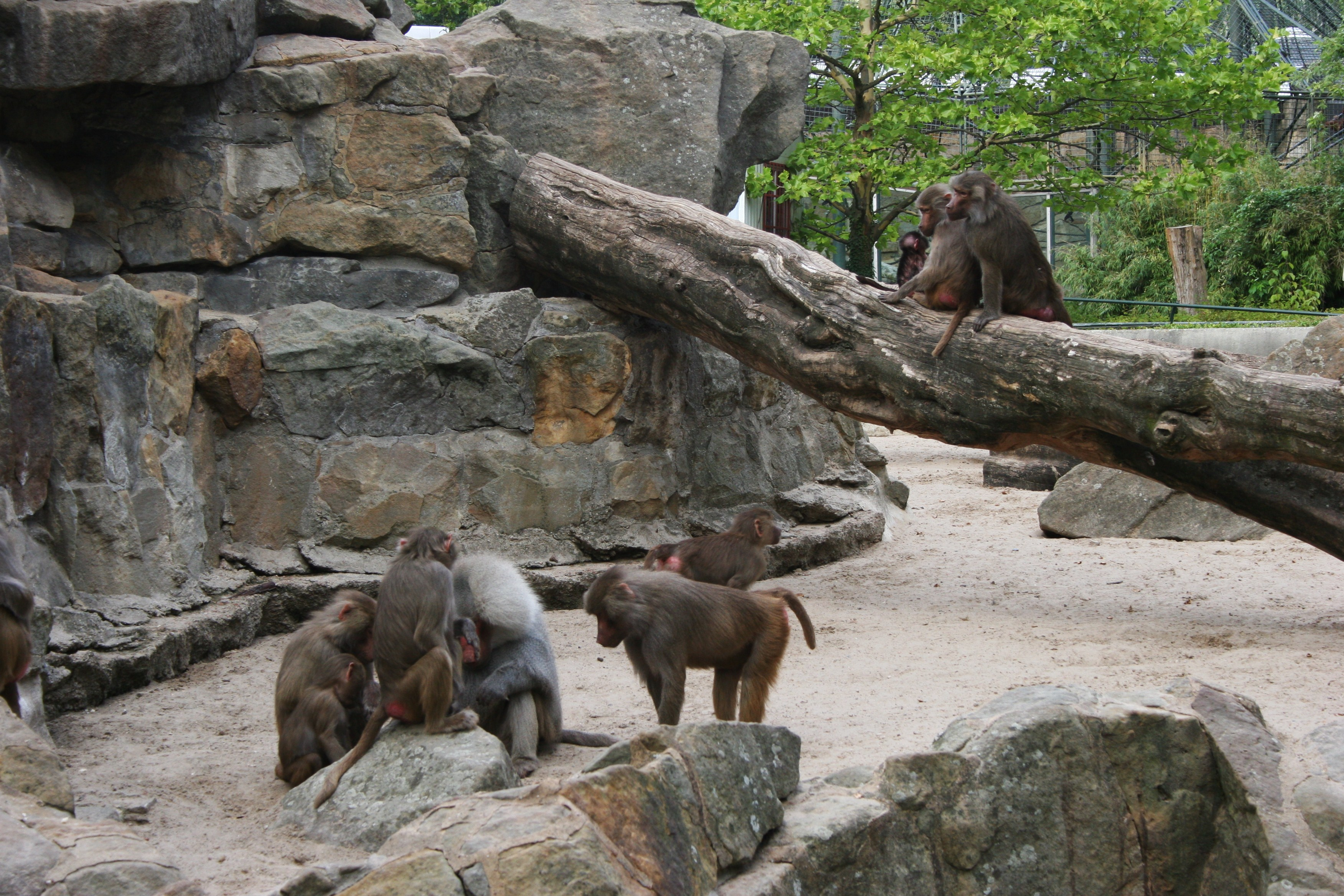
بوزینه‌های آفریقایی در بخش حفاظت‌شده روباز باغ‌وحش برلین.
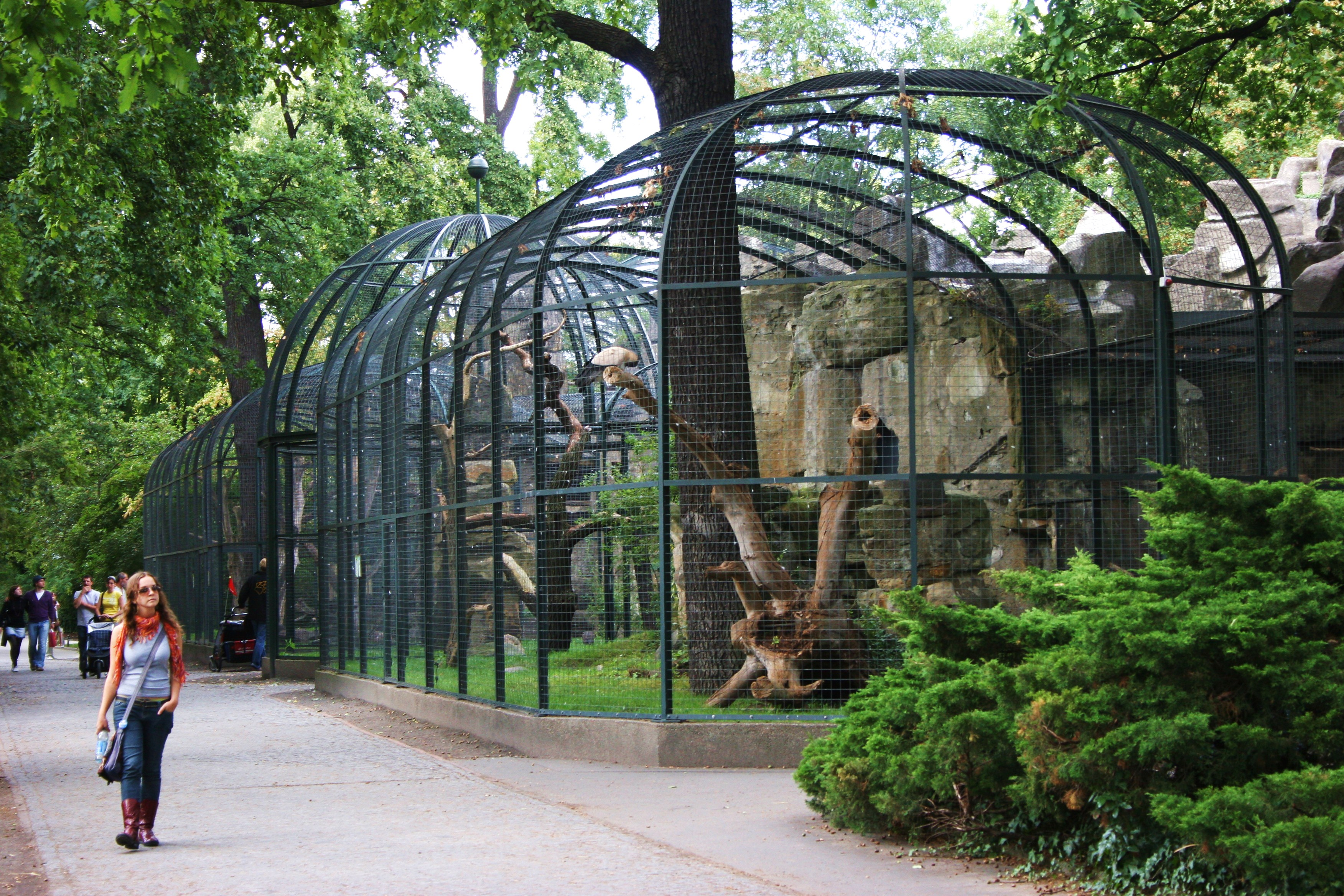
بخش پرندگان در باغ‌وحش برلین.
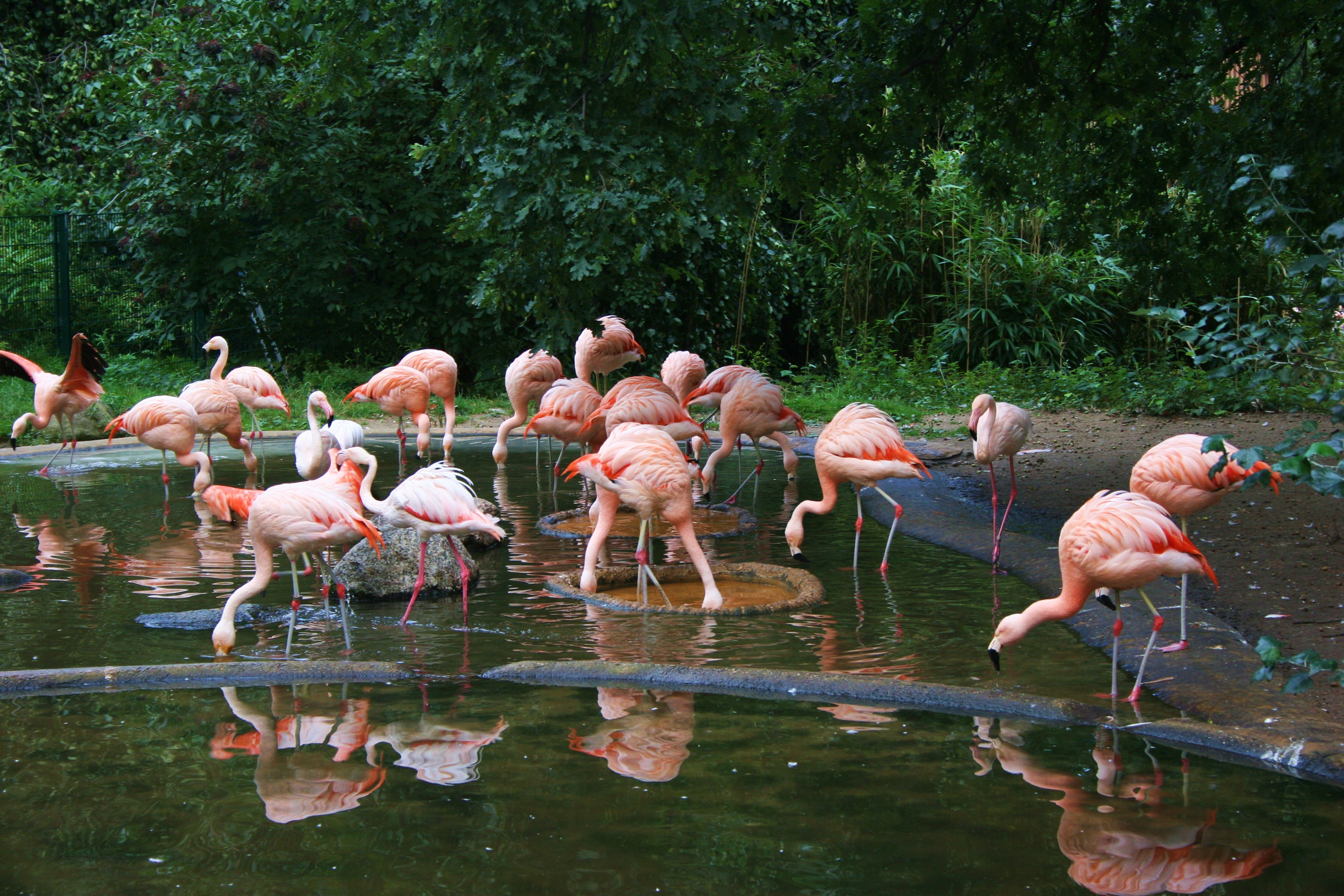
فلامینگوهای آمریکایی در بخش حفاظت‌شده روباز باغ‌وحش برلین.
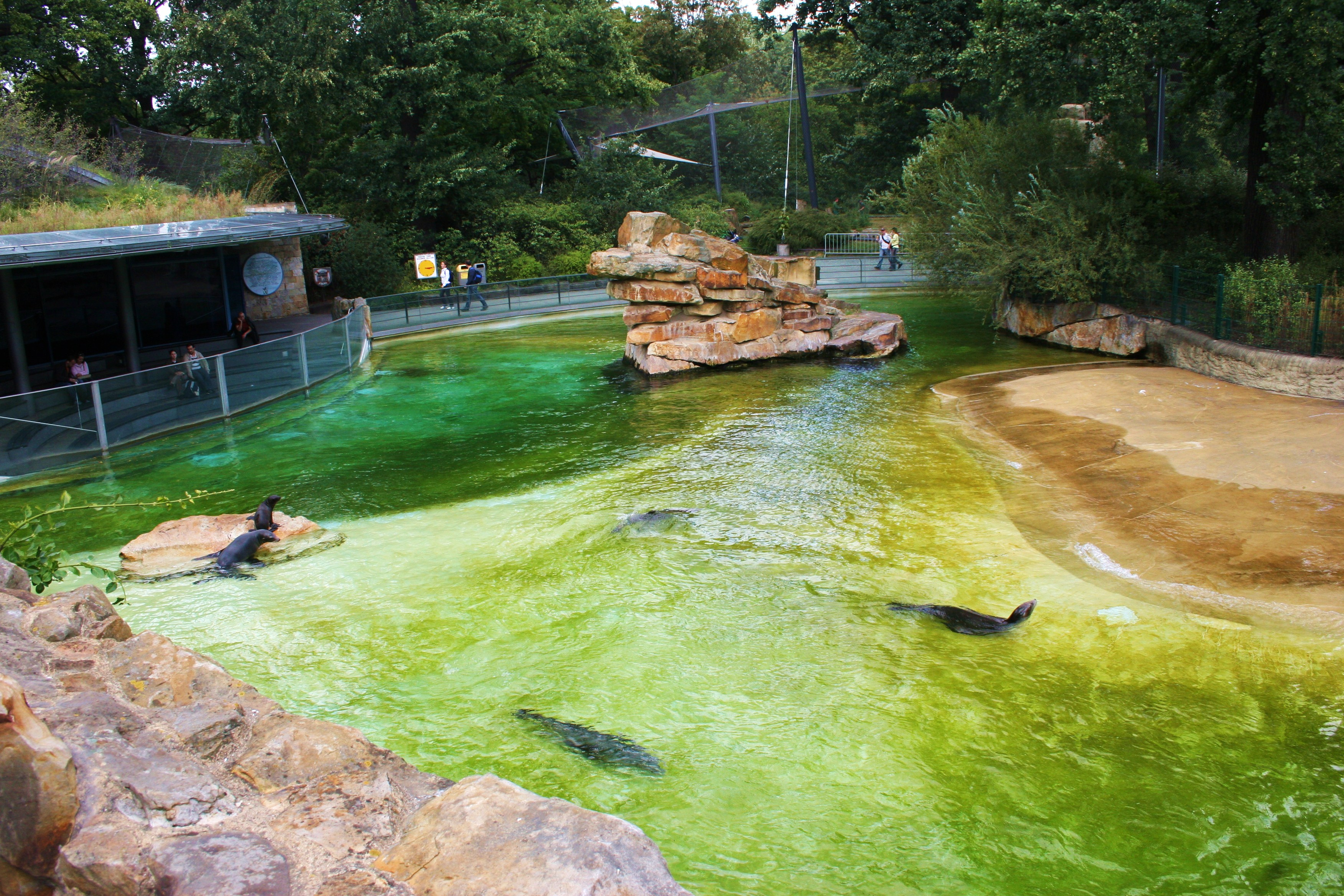
استخر روباز شیرهای دریایی در باغ‌وحش برلین.